# Campanha presidencial de Fernando Collor em 1989
A candidatura à presidência de Fernando Collor teve início em 9 de fevereiro de 1989, quando ele lançou o manifesto de criação do Partido da Reconstrução Nacional (atual Agir), tendo como base o Partido da Juventude (PJ), que embora existisse desde 1985, não havia obtido bons resultados nas urnas. Integravam também a coligação "Movimento Brasil Novo" outros 3 partidos: PSC, PST e PTR.
Tendo como candidato a vice-presidente o então senador Itamar Franco e o empresário Paulo César Farias cuidando da parte financeira, Collor iniciou a campanha eleitoral ainda desacreditado por outros partidos e meios de comunicação, escolhendo como defesa da moralização administrativa, centrada nas denúncias de corrupção contra o governo Sarney e no combate ao que classificava como privilégios do funcionalismo, e a modernização do país, com destaque para a redução da presença do Estado na economia.

## Antecedentes e primeiras tentativas
Depois de ter sido presidente do CSA por 2 anos (1974 a 1975) e iniciar sua carreira política ao exercer a prefeitura de Maceió entre 1979 e 1983 (nomeado pelo então governador Guilherme Palmeira) e ter sido deputado federal entre 1983 e 1987, Fernando Collor foi eleito governador de Alagoas em 1986 pelo PMDB. Sua gestão ganhou destaque na mídia devido aos discursos anticorrupção e o combate contra as mordomias e os altos salários de alguns servidores e funcionários públicos, o que lhe rendeu o apelido de "caçador de marajás" além da oposição feita ao presidente José Sarney e a defesa de apenas quatro anos de mandato para o mesmo, embora ambos pertencessem na época ao PMDB e tivessem origem política nos partidos que sustentaram o Regime Militar de 1964. Seu nome era já considerado como uma possível escolha para a sucessão presidencial, mas os principais nomes dos maiores partidos não lhe deram importância suficiente, para não tirar a atenção nos trabalhos da Assembleia Nacional Constituinte.
A primeira tentativa de concretizar uma chapa presidencial surgiu ainda em 1987, apresentando Collor como candidato a vice do então senador Mário Covas, que rejeitou. Em janeiro de 1988, Collor anunciou que pretendia disputar a convenção do PMDB contra o deputado federal Ulysses Guimarães, mas sua relação com o partido estava conflituosa e aumentou o tom das críticas a Sarney, referido pelo então governador de Alagoas como "maior batedor de carteiras da história". Temendo um processo do presidente, Collor saiu do PMDB.

## Candidatura
Embora estivesse sem partido na época, Collor manifestava seu interesse em concorrer à presidência da República, lançando em fevereiro de 1989 o manifesto de criação do Partido da Reconstrução Nacional (atual Agir), baseado no Partido da Juventude (PJ), que não havia conquistado bons resultados nas eleições que disputou. No desfile das escolas de samba do carnaval do Rio de Janeiro, fez o "V da vitória" enquanto circulava pela avenida, sendo aplaudido pelo público.
No primeiro programa do PRN em rede nacional, Collor apresentou-se como o único candidato apto a resolver os problemas do Brasil, denunciando a crise moral vivida pelo país, chamando a atenção para as dimensões da dívida externa e fez novas críticas a Sarney, aos "coronéis" da política e aos "marajás". Uma semana depois, era apontado como líder na preferência do eleitorado, mas os principais candidatos ainda não o consideravam uma ameaça real nas urnas, classificando Collor como um "fenômeno eleitoral passageiro".
Tendo deixado o governo de Alagoas em 14 de maio e substituído pelo vice Moacir Andrade, Collor já aparecia na liderança das pesquisas para presidente, e em junho a diferença para seus adversários aumentava, fazendo com que a eleição pudesse ser decidida no primeiro turno. Antes da escolha por Itamar Franco, não teve sucesso na tentativa de escolher o nome de Fernando Henrique Cardoso como candidato a vice. Collor enfrentaria no primeiro turno outros 21 candidatos, entre eles Luiz Inácio Lula da Silva (PT), Leonel Brizola (PDT), Mário Covas (PSDB), Paulo Maluf (PDS), Roberto Freire (PCB), Ulysses Guimarães (PMDB), Guilherme Afif Domingos (PL) e Aureliano Chaves (PFL).
Faltando apenas 15 dias para a realização do primeiro turno, a candidatura de Collor foi surpreendida com a entrada de Silvio Santos na disputa, pelo inexpressivo PMB, substituindo Armando Corrêa, o candidato oficial do partido. Várias pesquisas mostravam o apresentador e empresário na frente do candidato do PRN, até mesmo nas camadas mais pobres (onde Collor obtinha mais apoio). Desde então, pedidos de impugnação e também da perda de registro partidário surgiram durante a campanha (Eduardo Cunha, que posteriormente seria eleito deputado federal, foi um dos que pediriam a extinção da legenda) até que em novembro, o Tribunal Superior Eleitoral cassou o PMB por irregularidades em seus registros e Silvio Santos teve a candidatura barrada - o que, segundo o ex-senador e ex-deputado Marcondes Gadelha (candidato a vice na chapa de Silvio) afirmou no livro "Sonho sequestrado: Silvio Santos e a campanha presidencial de 1989", fora uma "conspiração política" - . fazendo com que Collor voltasse à liderança das pesquisas. No programa eleitoral exibido em 4 de novembro, o candidato do PRN voltou a disparar críticas a José Sarney, chamando-o de "corrupto, incompetente e safado", o que rendeu um direito de resposta do presidente e um processo por injúria, calúnia e difamação. No entanto, a atitude foi decisiva para suas chances de vitória aumentarem.

### Resultados
Fernando Collor venceu o primeiro turno com 30,47% dos votos válidos, contra 17,18% de Luiz Inácio Lula da Silva, que superou Leonel Brizola para garantir a participação no segundo turno (o candidato do PRN não obteve 50% dos votos)

### Segundo turno e a polêmica dos debates
Para a disputa do segundo turno, Collor teve o apoio dos demais partidos que disputaram a eleição - exceção feita a PT, PDT, PCB, PSDB e outras legendas menores de esquerda, que apoiaram Lula - , da Confederação das Associações Comerciais do Brasil e de sindicalistas da Confederação Geral dos Trabalhadores (CGT). Ele decidiu aumentar os ataques ao petista, acusando-o de "incendiário" e até acusou o PT de apelar até mesmo a luta armada para conquistar o poder. Embora defendesse um programa econômico neoliberal, anunciou que seu governo deixaria "a direita indignada e a esquerda perplexa". Aumentou o tom de suas críticas a José Sarney, responsabilizando-o pelos males que prejudicavam o Brasil. A edição de 22 de julho de 1990 do Jornal do Brasil publicou que os ataques contra o presidente eram uma tática para evitar uma vitória de Lula nas urnas.
O ponto alto do segundo turno foi a realização dos debates entre os candidatos: no primeiro, exibido pela Rede Manchete (em um pool de emissoras que teve ainda a transmissão de SBT, Globo e Bandeirantes), Lula saiu em vantagem; Collor foi o vencedor no segundo, realizado nos estúdios da Bandeirantes - no dia seguinte a este último, a TV Globo exibiu no Jornal Hoje uma reportagem que mostrava os melhores momentos de cada presidenciável. No Jornal Nacional, foram exibidos os melhores momentos de Collor e os piores do candidato do PT, o que gerou polêmica. A Globo foi acusada de ter privilegiado Collor, que tinha recebido 1 minuto e meio a mais que Lula, e o PT entrou com representação no TSE, pedindo que novos trechos fossem exibidos, mas o órgão negou o pedido. Em 2009, Collor admitiu que havia sido beneficiado..
Em 14 de dezembro, Collor foi eleito com 53,03% dos votos, enquanto Lula teve 46,97%, sendo o primeiro presidente eleito por voto direto desde Jânio Quadros, em 1960. Seu mandato, no entanto, durou apenas 2 anos e meio, após sofrer um processo de impeachment. Ele chegou a renunciar ao cargo em dezembro de 1992, mas o Senado continuou com o julgamento e suspendeu os direitos políticos de Collor por 8 anos.

## Legado
Em 1998, Collor tentou disputar a eleição presidencial após o juiz eleitoral alagoano Ivan Vasconcelos Brito Júnior lhe garantir sua elegibilidade, participando de atos como pré-candidato pelo PRN (em coligação com o PRTB)  e criticando o presidente Fernando Henrique Cardoso. No entanto, suas pretensões foram barradas, pois o período sem concorrer a cargos eletivos ainda não havia terminado, mesmo motivo pelo qual teve a candidatura a prefeito de São Paulo em 2000 impugnada.
Voltaria às urnas em 2002, quando concorreu ao governo de Alagoas pelo PRTB. Em 2006, disputou o Senado Federal pelo mesmo partido, entrando durante a campanha no lugar de Eraldo Firmino (presidente estadual do PRTB na época, que retirou a candidatura), sendo eleito com 44,04% dos votos, sendo reeleito em 2014.
Em 2016, voltou ao PTC e, dois anos depois, ensaiou uma pré-candidatura à presidência pelo partido que não saiu do papel. Ainda em 2018, Collor chegou a lançar sua candidatura ao governo de Alagoas, mas abandonou a disputa em setembro, alegando "falta de unidade" da coligação "Alagoas com o Povo".
Sua última eleição foi em 2022, quando disputou a eleição para governador pelo PTB. Collor terminou em terceiro lugar, com 223.585 votos.
Bibliografia
- Gadelha, Marcondes (24 de setembro de 2020). Sonho sequestrado: Silvio Santos e a campanha presidencial de 1989. São Paulo: Matrix Editora. ISBN 9786556160306